# Johann Gottlieb Gonne
Johann Gottlieb Gonne (* 24. Juni 1713 in Querfurt; † 24. Februar 1758 in Erlangen) war ein deutscher Jurist und Hochschullehrer.

## Leben
Johann Gottlieb Gonne war der Sohn des Musikers Johann Michael Gonne († September 1749) und dessen Ehefrau Anna Magdalena, geb. Kirchheim.
Er besuchte die öffentliche Stadtschule in Querfurt, die vom Rektor Adam Röder geleitet wurde, und begann Ostern 1730 ein Studium der Rechtswissenschaften an der Universität Halle; dort hörte er Vorlesungen in Philosophie, Theologie, Geschichte und Rechtswissenschaften bei den Professoren Justus Henning Böhmer, Johann Gottlieb Heineccius, Johann Peter von Ludewig, Johann Lorenz Fleischer, Karl Gottlieb Knorre, Martin Schmeitzel und dem Privatdozenten Daniel Friedrich Hoheisel (1698–1732).
Der damalige Universitätskanzler Johann Peter von Ludewig nahm Johann Gottlieb Gonne während des Studiums in seinem Haus auf und traute ihm später die Erziehung und Ausbildung seines Enkels Ludwig August Krug von Nidda (1736–1784), einem Sohn von Philipp Friedrich von Krug von Nidda (1689–1743), an.
Während seines Studiums war er Hofmeister bei Baron Christian Wilhelm Wendhausen, mit dessen zwei Söhnen er 1736 nach Wien ging; dort erhielt er durch Vermittlung von Johann Peter von Ludewig einen guten Zugang zum Reichshofrat Joseph von Werner (1791–1871). Später war er auch noch Hofmeister des Sohnes des Naumburger Propstes Johann Adolph von Taubenheim, Christoph von Taubenheim, der 1742 die Tochter von Johann Peter von Ludewig, inzwischen Kanzler des Herzogtums Magdeburg, heiratete.
1742 wurde Johann Gottlieb Gonne Magister und 1743 promovierte er zum Doktor der Rechte unter dem Vorsitz von Johann Peter von Ludewig mit seiner Inauguraldissertation De formula ducatus Thuringici; im gleichen Jahr wurde er auch durch den Markgrafen von Brandenburg-Bayreuth als dritter ordentlicher Professor der Rechte an die Universität Erlangen berufen und zum Hofrat ernannt; die Ernennung zum zweiten Professor erhielt er 1745 und 1746 wurde er Scholarch des Gymnasiums Erlangen. Neben seinem Lehramt war er auch von 1743 bis 1744 und von 1746 bis 1752 der Syndikus der Akademie, dreimal Prorektor, dreimal Prokanzler und siebenmal Dekan der juristischen Fakultät.
Johann Gottlieb Gonne heiratete am 31. August 1745 Juliane Christine, Witwe des Konsulenten Krotwolf. Gemeinsam hatten sie zwei Söhne, die jedoch bereits in jungen Jahren verstarben.

### Schriftstellerisches Wirken
Bei seinen Schriften handelt es sich größtenteils um lateinische Dissertationen und Abhandlungen über juristische Materien, historische und antiquarische Themen. Weiterhin schrieb er in der Zeit von 1744 bis 1755 für die Erlangische gelehrten Anzeigen.

## Schriften (Auswahl)
- De formula ducatus Thuringici. Halae 1743.
- Diss. de poenis lucroactoris cedentibus. Erlangen 1747.
- Diatribe de evictione feudioblati. Erlangen 1751,
- Entdeckung der Ursachen: warum die Kriegsankündigung unter freyen Völkern für nöthig gehalten worden. In: Juristisches Magazin, Band 1. Jena 1782, S. 21 f.